# Емец, Иван Артёмович
Иван Артемович Емец (род. 20 мая 1926, с. Манвеловка, Павлоградский округ (ныне Днепропетровская область), Украинская ССР, СССР — 29.01.2001) — советский железнодорожник, начальник Одесской (1972—1977) и Прибалтийской железной дороги (1981—1988), заместитель министра путей сообщения СССР (1977—1981). Кавалер орденов Ленина, Трудового Красного Знамени, «Знак Почёта», Дружбы народов и Октябрьской Революции.

## Биография
Родился в селе Манвеловка, ныне Днепропетровской области, в семье партийного работника.
В 1933 году отец получил распределение на политическую работу на железнодорожном транспорте, что и определило будущее сына, который уже в 1942 году начал свою трудовую деятельность в паровозном депо станции Чимкент на должности ученика слесаря по ремонту паровозов.
С 1943 года работал дежурным по станции в 20-м военно-эксплуатационном отделении, которое обеспечивало перевозками сначала 3-й Украинский, а потом 2-й Украинский фронты.
В сентябре 1945 года Ивана Емца зачислили в Днепропетровский техникум железнодорожного транспорта, из которого он в 1947 году перевёлся на заочное отделение во Львовский техникум, получив должность поездного диспетчера Львовского отделения.
В 1948 году был переведён в управление железной дороги на должность старшего помощника начальника распорядительного отдела службы движения.
В 1952 году стал выпускником Днепропетровского института инженеров железнодорожного транспорта и получил направление на Одесскую железную дорогу, где в июле 1952 года был назначен на должность заместителя начальника, а с июля 1953 года — начальника станции Одесса-Порт.
В октябре 1953 года был командирован на Сталинскую железную дорогу, где занял должность начальника станции Синельниково. В январе 1956 года получил повышение до заместителя начальника отдела движения Запорожского отделения Сталинской железной дороги, а в августе 1958 года стал начальником отдела.
В августе 1968 года Иван Емец был назначен начальником Кировоградского отделения Приднепровской железной дороги, а в следующем году — первым заместителем начальника Одесско-Кишиневской железной дороги, которую возглавил 4 года спустя. Во время руководства Ивана Емца была введена в эксплуатацию станция Ильичевск-Паромная, завершено строительство линии Помошная — Долинская, начато строительство строительно-промышленной базы и нового морского порта «Южный». Проработал на должности начальника железной дороги до июля 1977 года, после чего был переведён в Москву на должность заместителя министра путей сообщения СССР.
В 1981—1988 работал начальником Прибалтийской железной дороги. Депутат Верховного Совета Латвийской ССР 11-го созыва.
В мае 2010 года одну из остановочных платформ Одесской железной дороги назвали его именем.

## Награды
- Орден Ленина — Указ Президиума Верховного Совета СССР от 3 июля 1986 г.
- Орден Трудового Красного Знамени — Указ Президиума Верховного Совета СССР от 4 августа 1966 г.
- Орден Знак Почёта — Указ Президиума Верховного Совета СССР от 4 мая 1971 г.
- Орден Октябрьской Революции — Указ Президиума Верховного Совета СССР от 28 февраля 1974 г.
- Орден Дружбы Народов — Указ Президиума Верховного Совета СССР от 2 апреля 1981 г.
- Знак «Почётному железнодорожнику»